# Des Plaines
Des Plaines, stad i Cook County, Illinois (USA). Staden har 60 675 invånare (2020) och är en förort till Chicago.
Des Plaines omfattar en yta på 37,6 km² varav 0,3 km² utgörs av vatten.
År 1955 öppnade snabbmatskedjan McDonald’s grundare Ray Kroc sin första restaurang i Des Plaines.